# With Love
«With Love» — песня американской певицы и актрисы Хилари Дафф с её четвёртого студийного альбома Dignity. Песня написана Дафф, Карой Диогуарди, Вадой Ноблсом и Джулиусом Диасом и спродюсирована Ноблсом и Диасом.

## О песне
Журнал Billboard описал «With Love» как «трек с веселым битом, который перерастает в яркий, гитарный и немного электронный хук»,, а About.com отметил, что в песне очень удачно смешаны «электронные звуки с аплодисментами и щелчками пальцев», сайт также похвалил «взрослый вокал Дафф» и яркость и запоминаемость песни. Согласно Дафф, это песня о том, что, независимо от своей работы, нужно оставаться «нормальным» и принимать и ценить критику и советы от человека, с которым ты состоишь в отношениях, ведь он делает это с любовью. Дафф также рассказала, что песня была первоначально записана только с целью продвижения её туалетной воды, With Love… Hilary Duff.

## Ремиксы
Продюсеры танцевальной музыки Richard Vission и Dave Audé, Joe Bermudez и Francis Preve, Josh Harris (под псевдонимом «Big Woodie») и Bimbo Jones создали ремиксы на «With Love». The New York Post написал о другом ремиксе, от Castillo, «Дафф находит свою танцевальную сторону на этом потрясающем сексуальном ремиксе… Его многослойность делает его таким треком, который становится только лучше при увеличении громкости». Хип-хоп ремикс «With Love», Play-N-Skillz remix, был представлен впервые 27 марта и включал дополнительный вокал рэпера Слим Тага; эта версия была выпущена на американских радиостанциях как промосингл. В интервью журналу Complex Magazine, Таг сказал, что хотел расширить свои горизонты участием в ремиксе:
"Я был в студии Play-n-Skillz, мы слушали различные треки, курили. Он сказал, «я делаю ремикс для Хилари Дафф, ты не хочешь записаться для него? Мы избавимся от „налета“ Диснея». Я сказал, «Я в деле». Я записался, и, черт, он понравился им; и, черт, вот он уже на TLC. Черт, я имею в виду TRL.

## Оценки критиков и коммерческий успех
«With Love» получил положительный обзор от Чака Тейлора с Billboard, который заявил, что песня «поможет этой певице стать дивой. Это — смелый подход, и он делает Хилари такой ритмичной, что она излучает положительные радиоволны». Песня была также хорошо встречена Биллом Лэмбом с About.com, который сказал, что «на „With Love“, […] объединяются стиль и элегантность, которые делают так, что поп-радиостанциям будет трудно проигнорировать эту песню»; Лэмб также сказал, что у сингла есть шансы «сломать стены поп-радио» для Дафф и достигнуть топ-10 и что «Дафф местами звучит как Кайли Миноуг». Песня вошла в список «Лучших 100 поп-песен 2007 года» по версии About.com. Британская телевизионная программа Newsround в обзоре трека назвали его песней, которую «Кайли или Мадонна хотели бы иметь на их следующем альбоме» и предположили, что сингл должен попасть в топ-20. The New York Times описали песню как «яркий и запоминающийся танцевальный трек», а TeenHollywood.com отметили, что в песне «есть что-то от Гвен Стефани».
«With Love» был представлен впервые на радиостанции Лос-Анджелеса KIIS-FM 25 января 2007 года. Сингл стал самой добавляемой песней к американским топ-40 плей-листам радиостанций в середине февраля, и это был самый успешный сингл Дафф в чарте Billboard Mainstream Top 40 со времен сингла «Come Clean» 2004 года. «With Love» был выпущен для цифровых загрузкок в США 13 марта. Сингл дебютировал с 42-й позиции, став лучшим дебютом недели, в чарте Billboard Hot 100 в конце марта 2007 с недельными продажами в 32,500 копий. В середине апреля, песня достигла 24 строчки и стала самой скачиваемой песней недели с продажами 57,500. «With Love» оставался в Hot 100 в течение 9 недель. Песня стала первым синглом Дафф, достигшим вершины чарта Hot Dance Club Songs, и первым, попавшим в топ-10 чарта Pop 100. Песня заняла 27 место в чарте Hot Dance Club Songs по итогам года. В Британии, за неделю до выпуска сингла на CD, «With Love» дебютировал с 60 строчки в сингловом чарте. Песня достигла #29 на следующей неделе, что стало для неё пик-позицией. Это был самый провальный британский сингл Дафф на тот момент. Сингл также показал себя хуже, чем большинство предыдущих синглов Дафф, в Австралии, достигнув #3.

## Видео
Видео на «With Love» было снято Мэтью Ролстоном и дублируется как реклама для туалетной воды Дафф With Love… Hilary Duff. Видео было снято в ратуше в Сан-Франциско. Три версии рекламы с различными длинами (пятнадцать, тридцать и шестьдесят секунд) были отправлены на американские телевизионные сети в ноябре 2006 года. Ролстон сказал, что его попросили включить элемент интриги и открытого конца в рекламу, которая могла служить перекрестной ссылкой к другим аспектам промокампании With Love… Hilary Duff. Ролстон ответил на это использованием ссылок на фильмы, в которых «женщины используют волосы и косметику и одежду, чтобы изменить свою личность», в том числе Головокружение (1958) и Её звали Никита (1990). Он также создал клиффхэнгер, разработанный с целью возбуждение интереса среди молодых людей — «Оно дает им что-то, чтобы начать вести блог об этом», сказал он — и взрослые элементы, которые помогут представить Дафф взрослой аудитории.
Видео начинается с Дафф, получающей овации после выступления. Она идет за кулисы, где её охранники вручают ей сумку, пальто и шляпу. Мужчина (в роли которого Келлан Латс), стоящий рядом с аудиторией, следует за ней в отель. В лобби Дафф брызгает на шею свою туалетную воду With Love… Hilary Duff, полностью изменяет своё пальто и надевает чёрный парик, отдавав свою шляпу старому темнокожему мужчине. Преследуемая мужчиной, она идет по лестнице, сбрасывает пальто, снимает своё белое платье, под которым находится другое, чёрное, и срывает нижнюю половину чёрного платья. Мужчина чувствует запах духов на её пальто и следует за ней в кабину лифта, где она дразнит его, флиртует с ним. Кабели, держащие кабину лифта, обрываются, и лифт падает в шахту, Дафф обнимает и страстно целует мужчину. Видео завершается текстом «…продолжение следует».
Музыкальное видео было впервые показано на шоу MTV Total Request Live 8 февраля 2007 года. На следующий день видео дебютировало в чарте Total Request Live с #8 и достигло #1 через восемь дней, в конечном счете покинув шоу через 40 дней. В Канаде, видео достигло #1 в топ-30 видео-чарте MuchMusic, первое видео Дафф, сделавшее это. За видео Дафф получила награду «Народный Выбор: Любимый артист» на премии MuchMusic Video Awards 2007 года. Отдельная версия видео была снята для ротации на канале Disney Channel. Эта версия показывает Дафф, исполняющую песню с её группой в студии. Это видео также показывали на канадском канале Family.
The New York Times процитировали песню, музыкальное видео и параллельное продвижение друг друга и рекламы туалетной воды как пример корпоративных совместных действий, и Рон Роллестон, исполнительный вице-президент Elizabeth Arden по маркетингу в Нью-Йорке, назвал это «интересной эволюцией в рекламе […] Реклама независима, музыкальное видео самостоятельно, но вместе они обогащают и дополняют друг друга. Это классно, когда […] молодые люди окружены различными вариантами и типами СМИ». Роллестон сказал, что кампания, цель которой состояла в том, чтобы «объединить рекламу и музыкальную индустрию», была «интересным соревнованием […], если „видео губит звезду радио“, то реклама спасет видео». Entertainment Weekly назвал видео «проявлением роковой женщины» и сравнил с клипом Мадонны «Justify My Love», но для аудитории TRL. Шарон Дэстур с радиостанции Нью-Йорка WHTZ, сказала, что её первая реакция на видео была такой: «Это определенно вид музыки, которую она должна делать. Более зрелый образ Хилари только дополняет её. Её новый звук и образ — это естественная прогрессия».

## Чарты
| Чарт (2007)                                 | Место |
| ------------------------------------------- | ----- |
| Австралия (ARIA)                            | 22    |
| Канада (Billboard Canadian Hot 100)         | 16    |
| Европа (Billboard European Hot 100 Singles) | 46    |
| Германия (GfK)                              | 91    |
| Ирландия (IRMA)                             | 26    |
| Италия (FIMI)                               | 8     |
| Нидерланды (Single Top 100)                 | 91    |
| Новая Зеландия (Recorded Music NZ)          | 27    |
| Испания (PROMUSICAE)                        | 6     |
| Великобритания (OCC UK Singles)             | 29    |
| США (Billboard Hot 100)                     | 24    |
| США (Billboard Dance Club Songs)            | 1     |
| США (Billboard Pop Airplay)                 | 25    |

## История релиза
| Страна         | Дата              | Формат                                   | Лейбл             |
| -------------- | ----------------- | ---------------------------------------- | ----------------- |
| United States  | February 20, 2007 | Mainstream radio                         | Hollywood Records |
| Austria        | March 12, 2007    | Digital download                         | Angel Records     |
| Belgium        | March 12, 2007    | Digital download                         | Angel Records     |
| France         | March 12, 2007    | Digital download                         | Angel Records     |
| Germany        | March 12, 2007    | Digital download                         | Angel Records     |
| Italy          | March 12, 2007    | Digital download                         | Angel Records     |
| Netherlands    | March 12, 2007    | Digital download                         | Angel Records     |
| Portugal       | March 12, 2007    | Digital download                         | Angel Records     |
| Spain          | March 12, 2007    | Digital download                         | Angel Records     |
| Switzerland    | March 12, 2007    | Digital download                         | Angel Records     |
| United Kingdom | March 12, 2007    | Digital download                         | Angel Records     |
| Australia      | March 17, 2007    | CD single                                | Angel Records     |
| United Kingdom | March 19, 2007    | CD single                                | Angel Records     |
| Germany        | March 23, 2007    | Maxi single                              | Angel Records     |
| Italy          | April 16, 2007    | Digital download (Boosta Club Remix)     | Angel Records     |
| Italy          | April 16, 2007    | Digital download (Boosta Dub Remix)      | Angel Records     |
| Canada         | May 15, 2007      | Digital download (Richard Vission Remix) | Hollywood Records |
| United States  | May 15, 2007      | Digital download (Richard Vission Remix) | Hollywood Records |